# Архангельско-Голицынское сельское поселение
Архангельско-Голицынское се́льское поселе́ние — муниципальное образование в Рузаевском районе Мордовии Российской Федерации.
Административный центр — село Архангельское Голицыно.

## История
Образовано в 2005 году в границах сельсовета.
Законом от 24 апреля 2019 года, Красноклинское сельское поселение и одноимённый ему сельсовет были упразднены, входившие в их состав населённые пункты включены в Архангельско-Голицынское сельское поселение и одноимённый ему сельсовет.

## Население
| 2002 | 2010 | 2012 | 2013  | 2014  | 2015 | 2016 |
| ---- | ---- | ---- | ----- | ----- | ---- | ---- |
| 965  | ↘776 | ↘760 | ↘746  | ↗749  | ↘743 | ↗753 |
| 2017 | 2018 | 2019 | 2020  | 2021  |      |      |
| ↘742 | ↘736 | ↘726 | ↗1471 | ↗1478 |      |      |

## Состав сельского поселения
| № | Населённый пункт       | Тип населённого пункта | Население |
| - | ---------------------- | ---------------------- | --------- |
| 1 | Акшенас                | деревня                | ↘5        |
| 2 | Александровка          | деревня                | →0        |
| 3 | Архангельское Голицыно | посёлок разъезда       | ↘4        |
| 4 | Архангельское Голицыно | село                   | ↘767      |
| 5 | Красный Клин           | село                   | ↗360      |
| 6 | Красный Уголок         | посёлок                | ↘0        |
| 7 | Надеждинка             | деревня                | ↗387      |